# Zelmira
Zelmira è un'opera in due atti di Gioachino Rossini su libretto di Andrea Leone Tottola (derivato da Zelmire, tragédie en cinq actes messa in scena ad Avignone nel 1762 dallo scrittore francese Dormont de Belloy).
L'opera - che sarà l'ultima della stagione napoletana di Rossini (mentre Semiramide segnerà l'addio ai teatri italiani del Cigno di Pesaro) - venne rappresentata per la prima volta al San Carlo di Napoli il 16 febbraio 1822 con successo, un anno dopo Matilde di Shabran.
Il Rossini di Zelmira - nelle parole del cronista che recensì la prima per il "Giornale delle Due Sicilie" - "progredisce a grandi passi verso la perfezione". Il medesimo cronista giungeva a valutare l'opera superiore all'acclamato Mosè (e "ciò è dir tutto", era la chiosa).

## Il controverso successo dell'opera
Alla replica del successivo 6 marzo 1822 intervenne il re Ferdinando I delle Due Sicilie (già Ferdinando IV di Napoli) che salutò con compiacimento l'esecuzione dell'opera, gli interpreti, l'intera orchestra, nonché Rossini il quale, il giorno dopo, 7 marzo, sarebbe partito assieme alla Colbran per sposarla di lì a pochi giorni, il 16 marzo, a Castenaso presso Bologna. Per tutta risposta, e quasi per ritorsione, l'impresario Domenico Barbaja ritenne giusto trattenere presso di sé lo spartito dell'opera.
Di estrema ampiezza (come spesso accade per le opere rossiniane), priva della canonica sinfonia, ma dotata di un breve tema orchestrale per il coro di apertura (e ricca delle arie, dei concertati e dei crescendo tipici di questo compositore), a parere della critica moderna, Zelmira si dimostra tuttavia un'opera debole soprattutto nella parte testuale; e il lavoro di adattamento di Tottola poté solo peggiorare, se possibile, la già evidente monotonia originale del testo di Belloy da cui era stata tratta.

Solo in parte la musica di Rossini riuscì a far dimenticare un testo considerato infelice: quanto bastava però, come si è visto, a far esultare la critica del tempo, tanto da far considerare l'opera il capolavoro di Rossini. Il quale Rossini, peraltro, credeva in essa, tant'è vero che - sia pure leggermente revisionata (e ampliata con una nuova aria, Ciel pietoso, ciel clemente, destinata al personaggio di Emma - riuscì a farla metterla in scena a breve distanza dalla prima del San Carlo, il 13 aprile dello stesso 1822 la seconda versione con aggiunte di Giuseppe Carpani diretta da Joseph Weigl con la Colbran, David e Nozzari al Theater am Kärntnertor di Vienna e, quattro anni dopo, il 14 marzo 1826, al Théâtre-Italien di Parigi con Marco Bordogni; qui Rossini scrisse un finale diverso per il famoso soprano Giuditta Pasta, aggiungendo alla scena finale del carcere la preghiera Da te spero o ciel clemente seguita da una stretta ricavata dall'Ermione (Dei vindici ognor voi siete); infine la cabaletta finale Deh circondatemi miei cari oggetti diventa un terzetto cantato tra Zelmira, Ilo (che era Giovanni Battista Rubini) e Polidoro (impersonato da Nicolas-Prosper Levasseur). Questo finale è stato portato in scena per la prima volta in tempi moderni a Pesaro nel 2009.
Il 21 settembre 1822 avviene la prima nel Teatro San Benedetto di Venezia nella prima versione con Luigia Boccabadati ed il 13 maggio 1823 nel Teatro Nacional de São Carlos di Lisbona nella seconda versione. Il 16 agosto successivo avviene la prima nel Teatro Riccardi (poi Teatro Donizetti) di Bergamo. Il 24 gennaio 1824 avviene la première nel His Majesty's Theatre di Londra diretta dal compositore con la Colbran, Lucia Elizabeth Bartolozzi e Manuel García (padre). Il 29 gennaio 1825 avviene la prima nel Teatro La Fenice di Venezia con Henriette Méric-Lalande, David ed Antonio Tamburini. Il 19 agosto 1826 va in scena al Teatro San Carlo di Napoli la terza versione chiamata Zelmira e Zamori scritta insieme a Giuseppe Nicolini e Valentino Fioravanti per il libretto di Giovanni Schmidt con la Méric-Lalande, Rubini e Benedetti. Il successivo 14 ottobre avviene la prima di Zelmira al Teatro degli Avvalorati di Livorno con David e Domenico Reina ed il 1º novembre 1828 al Teatro Comunale di Bologna con Giulia Grisi, Giovanni Battista Verger e Domenico Cosselli. Il 12 gennaio 1829 avviene la prima al Teatro alla Scala di Milano, nella prima versione con Reina e Tamburini ed il 17 settembre 1831 al Teatro Grande (poi Teatro Verdi).
A risollevare dal dimenticatoio Zelmira, presto uscita dal tradizionale repertorio operistico, dopo la ripresa della prima versione nel 1965 a Napoli diretta da Carlo Franci con Virginia Zeani, Gastone Limarilli e Nicola Tagger, nel 1988 a Venezia in concerto diretta da Claudio Scimone con Cecilia Gasdia, Bernarda Fink, Chris Merritt e William Matteuzzi e nel 1989 con la prima nel Teatro dell'Opera di Roma con la Gasdia, Merritt, Rockwell Blake e Simone Alaimo, ha contribuito la Rossini renaissance che ha preso l'avvio nel secondo dopoguerra, consolidata dal Rossini Opera Festival di Pesaro che ha riportato quest'opera sulle scene nel 1995 diretta da Roger Norrington con Giorgio Surjan, Mariella Devia, Bruce Ford, Sonia Ganassi e l'Orchestra e Coro del Teatro Comunale di Bologna.
Patetica e monumentale al tempo stesso, comunque di difficile esecuzione sia per la parte strumentale quanto per quella vocale, Zelmira ha goduto tuttavia negli ultimi decenni di diverse incisioni discografiche, da quella live del 1965 - in occasione del recupero della partitura originale nella sua sede originaria, Napoli appunto - all'edizione storica del 1989 ad opera degli Ambrosian Singers e dei Solisti Veneti diretti da Claudio Scimone, con un cast che comprendeva, oltre a Cecilia Gasdia, Chris Merritt, William Matteuzzi, José Garcia e Bernarda Fink. Nel 2003 avviene la prima all'Usher Hall di Edimburgo con Ford per l'Edinburgh International Festival. Nel 2009 viene ripresa al Rossini Opera Festival diretta da Roberto Abbado con Juan Diego Flórez e Gregory Kunde e trasmessa poi da Rai 5.
Importanti interpreti del ruolo della protagonista furono Virginia Zeani, la già citata Gasdia, Mariella Devia, Elizabeth Futral. Come Ilo vanno ricordati Rockwell Blake, William Matteuzzi, Paul Austin Kelly e Florez. Nel ruolo di Antenore spiccano tra tutti Chris Merritt, Bruce Ford e Kunde.

## Cast della prima assoluta
| Ruolo                                      | Registro vocale | Interprete della prima assoluta (16 febbraio 1822) | Interprete della versione "viennese" (13 aprile 1822) | Interprete della versione "parigina" (14 marzo 1826) |
| ------------------------------------------ | --------------- | -------------------------------------------------- | ----------------------------------------------------- | ---------------------------------------------------- |
| Polidoro, re di Lesbo                      | basso           | Antonio Ambrosi                                    | Antonio Ambrosi                                       | Carlo Zucchelli                                      |
| Zelmira, sua figlia                        | soprano         | Isabella Colbran                                   | Isabella Colbran                                      | Giuditta Pasta                                       |
| Emma, ancella di Zelmira                   | contralto       | Teresa Cecconi                                     | Fanny Eckerlin                                        | Amalia Schutz                                        |
| Ilo, principe di Troia e marito di Zelmira | tenore          | Giovanni David                                     | Giovanni David                                        | Giovanni Battista Rubini                             |
| Antenore, aspirante al trono di Mitilene   | tenore          | Andrea Nozzari                                     | Andrea Nozzari                                        | Marco Bordogni                                       |
| Leucippo                                   | basso           | Michele Benedetti                                  | Pio Botticelli                                        | Nicolas-Prosper Levasseur                            |
| Eacide                                     | tenore          | Gaetano Chizzola                                   | Signor Rauscher                                       | Trevaux                                              |
| Gran Sacerdote di Giove                    | basso           | Massimo Orlandini                                  | Signor Weinkopf                                       | Luigi Profeti                                        |

## Trama

### Antefatto
Polidoro, re di Lesbo, ha fatto sposare la figlia Zelmira al principe troiano Ilo, sprezzando le profferte di un altro pretendente alla mano della figlia, Azor. Costui, per vendetta, partito Ilo per una guerra, prende il potere con un colpo di Stato e usurpa il trono. Zelmira, temendo per la vita del vecchio padre, lo nasconde nelle tombe dei re di Lesbo e racconta, mentendo, ad Azor di averlo nascosto nel tempio di Cerere. Azor ordina di distruggere il tempio e Zelmira si conquista la triste fama di parricida.
Intanto sorgono alcuni screzi tra Azor e due suoi collaboratori, Antenore e Leucippo. Leucippo decide di appoggiare Antenore e uccide Azor poco fuori dalla città. L'opera si apre con il ritrovamento del cadavere di Azor.

### Atto I
Il coro entra in scena disperato, piangendo la morte di Azor, e successivamente giungono anche Leucippo e Antenore che simulano tristezza (Che vidi, o amici!). Leucippo si fa portavoce del coro: Antenore sia successore di Azor. Uscito il coro, Leucippo espone il suo progetto: far accusare Zelmira dell'omicidio di Azor.
Una volta usciti, entra Emma che fugge da Zelmira: Emma crede veramente che Zelmira sia colpevole di parricidio. Zelmira ribadisce la sua innocenza e, come prova, mostra a Emma il nascondiglio del padre Polidoro, ancora vivo tra le tombe dei re di Lesbo (Soave conforto). L'incontro però è interrotto dal rumore di una marcia in lontananza e le due donne escono dal mausoleo.
Finalmente, dopo tanto tempo di assenza, ritorna Ilo che non vede l'ora di riabbracciare la moglie e il figlio, ignaro di ciò che è successo (Terra amica). Zelmira, saputo del ritorno, è sconvolta e non ha il coraggio di spiegare al marito cosa le è successo; e tace delle accuse che le sono state rivolte, suscitando i sospetti e il dolore di Ilo (Che mai pensar, che dir?).
Antenore e Leucippo intanto incontrano Ilo e raccontano le loro menzogne: Zelmira è parricida e ha tradito il suo amore. In quel momento un coro di sacerdoti comunica ad Antenore la futura incoronazione, con grande gioia di quest'ultimo (Ah, dopo tanti palpiti).
Zelmira, temendo per la vita del figlio, l'affida ad Emma (Perché mi guardi e piangi).
Antenore viene incoronato nel tempio dove si trova anche Ilo, in cerca del figlio. Ilo ha un mancamento e sviene; viene trovato da Leucippo che cerca di approfittarne per ucciderlo. Zelmira riesce a fermarlo e lo disarma, ma, ritrovatasi con il pugnale in mano, viene accusata da Leucippo di aver cercato di uccidere il marito. Zelmira viene ripudiata e disprezzata da tutti e viene condotta in carcere (Fiume che gli argini rompe e sorpassa).

### Atto II
In carcere Zelmira scrive una lettera a Ilo in cui gli spiega tutto quanto, dichiarando che il padre è ancora vivo, ma viene intercettata da Leucippo. I due decidono di liberare Zelmira per spiarne i movimenti. Intanto Emma e le altre donne si danno da fare per nascondere il figlio di Zelmira, ultima speranza di Lesbo (Ciel pietoso, ciel clemente).
Ilo, in preda al dubbio, gira senza meta e capita per caso accanto alle tombe dei re di Lesbo, da dove esce con suo stupore Polidoro. Il vecchio re racconta tutta la verità e Ilo ascolta con gioia (In estasi di gioia). Si reca subito al porto per armare le navi troiane contro i due tiranni, mentre Polidoro rientra nel suo nascondiglio.
Zelmira arriva al mausoleo ma viene seguita da Antenore e Leucippo che, mentendo, le fanno credere che Ilo sia riuscito a salvare il padre e cercano di farsi dire dove fosse nascosto così bene: Zelmira casca nella trappola e rivela il nascondiglio, causando così la cattura di Polidoro. Antenore sembra trionfare e ordina di portare subito in carcere Zelmira e il padre (Ne' lacci miei cadesti). Emma però riesce ad avvertire Ilo che si precipita subito a salvare la moglie.
In carcere, i due prigionieri stanno per essere condannati a morte, quando irrompe Ilo in testa al suo esercito e al popolo in rivolta. I due tiranni vengono così condannati a morte e finalmente Polidoro può tornare a regnare. L'opera si conclude con il tripudio generale (Riedi al soglio!).

## Brani celebri
- Terra amica (cavatina di Ilo)
- Mentre qual fera ingorda (aria di Antenore)
- Perché mi guardi e piangi (duettino tra Zelmira ed Emma)
- La sorpresa, lo stupor (cantabile concertato del finale del primo atto)
- Fiume che gli argini rompe, sorpassa (stretta finale del primo atto)
- Ciel pietoso, ciel clemente (preghiera di Emma, secondo atto, a partire dall'edizione di Vienna)
- Riedi al soglio (aria finale di Zelmira)

## Struttura dell'opera

### Atto I
- 1 Introduzione e cavatina Oh sciagura! - Che vidi, oh amici! (Antenore)
- 2 Cavatina Ah, già trascorse il dì (Polidoro)
- 3 Terzetto Soave conforto (Polidoro, Zelmira, Emma)
- 4 Coro e cavatina S'intessano gli allori - Terra amica (Ilo)
- 5 Duetto A che quei tronchi accenti? (Ilo, Zelmira)
- 6 Aria Mentre qual fera ingorda (Antenore)
- 7 Duettino Perché mi guardi e piangi (Zelmira, Emma)
- 8 Finale primo Sì fausto momento (Antenore, Leucippo, Gran Sacerdote, Ilo, Zelmira, Emma)

### Atto II
- 9 Duetto In estasi di gioia (Ilo, Polidoro)
- 10 Quintetto Ne' lacci miei cadesti (Antenore, Zelmira, Polidoro, Leucippo, Emma)
- 11 Finale secondo Riedi al soglio (Zelmira)

### Brani alternativi
- 8bis Coro ed aria Pian piano inoltrisi - Ciel pietoso, ciel clemente (Emma)
- 10bis Aria Da te spero, o ciel clemente (Zelmira)

## Incisioni discografiche
| Anno | Cast (Zelmira, Emma, Ilo, Antenore)                               | Direttore       | Etichetta   |
| ---- | ----------------------------------------------------------------- | --------------- | ----------- |
| 1965 | Virginia Zeani, Anna Maria Rota, Gastone Limarilli, Nicola Tagger | Carlo Franci    | Opera D'Oro |
| 1988 | Cecilia Gasdia, Bernarda Fink, William Matteuzzi, Chris Merritt   | Claudio Scimone | Erato       |
| 2003 | Elizabeth Futral, Manuela Custer, Antonino Siragusa, Bruce Ford   | Maurizio Benini | Opera Rara  |

## Registrazioni video
| Anno | Cast (Zelmira, Emma, Ilo, Antenore)                                | Direttore      | Etichetta |
| ---- | ------------------------------------------------------------------ | -------------- | --------- |
| 2009 | Kate Aldrich, Marianna Pizzolato, Juan Diego Flórez, Gregory Kunde | Roberto Abbado | Decca     |

## Edizione critica
Edita dalla Fondazione Rossini e da Ricordi, è stata curata da Kathleen Kuzmick Hansell.